# Mrs. Parkington
Mrs. Parkington is een Amerikaanse dramafilm uit 1944 onder regie van Tay Garnett. Het scenario is gebaseerd op de gelijknamige roman uit 1943 van de Amerikaanse auteur Louis Bromfield.

## Verhaal
Susie Parkington is een 84-jarige vrouw die terugkijkt op haar leven. Als jonge vrouw werkt ze als dienstmeid in een hotel in Nevada. Daar ontmoet ze burgemeester Gus Parkington. Hij wordt verliefd op haar, maar zij wil niet toegeven aan zijn charmes. Als haar moeder omkomt bij een instorting van een mijn, accepteert ze een huwelijksaanzoek van Gus.
Nadat ze getrouwd zijn, verhuizen ze naar het Royal Hotel in New York. Hier krijgt ze te maken met Aspasia Conti, een Franse barones die in het verleden ook met Gus verloofd was. Ondanks de pogingen van Gus om haar te introduceren, is ze niet in staat bevriend te raken met de bovenklasse van New York. Ze staat in een kwaad daglicht bij sommige mensen en krijgt door hen een miskraam.
Als ze later nog een kind verliest, vervreemden Susie en Gus van elkaar. Op een dag verlaat Gus haar en vertrekt naar Engeland. Susie is gebroken, maar Aspasia ziet het als een kans om Gus opnieuw te verleiden. Susie weigert dat te zien gebeuren en reist ook naar Europa.
Ondertussen ontwikkelt zich een subplot in het heden van Susans kleindochter Jane, die dolgraag wil trouwen met Ned Talbot.

## Rolverdeling
| Acteur            | Personage                     |
| ----------------- | ----------------------------- |
| Greer Garson      | Susie Graham Parkington       |
| Walter Pidgeon    | Augustus Parkington           |
| Edward Arnold     | Amory Stilham                 |
| Agnes Moorehead   | Barones Aspasia Conti         |
| Cecil Kellaway    | Eduard, prins van Wales       |
| Gladys Cooper     | Alice, hertogin van Brancourt |
| Frances Rafferty  | Jane Stilham                  |
| Tom Drake         | Ned Talbot                    |
| Peter Lawford     | Lord Thornley                 |
| Dan Duryea        | Jack Stilham                  |
| Hugh Marlowe      | John Marbey                   |
| Selena Royle      | Mattie Trounson               |
| Fortunio Bonanova | Mijnheer Cellini              |
| Lee Patrick       | Madeleine Parkington Swann    |

## Prijzen en nominaties
| Jaar | Prijs  | Categorie                | Genomineerde(n) | Uitslag     |
| ---- | ------ | ------------------------ | --------------- | ----------- |
| 1944 | Oscars | Beste Actrice            | Greer Garson    | Genomineerd |
| 1944 | Oscars | Beste Vrouwelijke Bijrol | Agnes Moorehead | Genomineerd |